# Radičová-kormány
A Radičová-kormány Szlovákia kormánya 2010 júliusától 2012. április 4-ig.
Ivan Gašparovič szlovák államfő 2010. július 8-án kinevezte kormányfőnek Iveta Radičovát, azt követően, hogy hivatalosan megalakult az új szlovák törvényhozás, és Robert Fico miniszterelnök, valamint kormánya benyújtotta lemondását. Az új négypárti – Szlovák Demokratikus és Keresztény Unió (SDKÚ-DS), a Szabadság és Szolidaritás (SaS), a Kereszténydemokrata Mozgalom (KDH) és a Most–Híd – koalíciós kormány tagjait másnap nevezte ki az államfő.

## Megalakulása
A 2010-es parlamenti választást ugyan a Robert Fico vezette Irány – Szociáldemokrácia (Smer) párt nyerte majdnem 35 százalékkal, – és Gašparovič elnök másnap délelőtt őt kérte fel kormányalakításra – de mivel nem talált parlamenti többséget biztosító koalíciós partnert, nem tudott kormányt alakítani. Június 23-án négy másik párt vezetői megállapodtak egy jobbközép koalíció létrehozásáról, mely így a 150 tagú parlamentben 79 képviselői széket tudhat magáénak. Miután Fico beismerte, hogy kormányalakítási kísérlete nem sikerült, az államfő június 23-án Radičovának adott kormányalakítási megbízatást. A koalícióról szóló szerződést július 6-án írta alá a négy jobbközép szlovákiai párt elnöke, Mikuláš Dzurinda (SDKÚ-DS), Richard Sulík (SaS), Ján Figel’ (KDH) és Bugár Béla (Most–Híd), valamint Iveta Radičová (SDKÚ) kijelölt miniszterelnök.

## Kormányösszetétel
A Radičová-kormány összetétele 2010. július 8-tól:
| Név                                                                                       | Hivatal kezdete    | Hivatal vége       | Párt           | Megjegyzés            |
| Miniszterelnök                                                                            | Miniszterelnök     | Miniszterelnök     | Miniszterelnök | Miniszterelnök        |
| ----------------------------------------------------------------------------------------- | ------------------ | ------------------ | -------------- | --------------------- |
| Iveta Radičová                                                                            | 2010. július 8.    | 2012. április 4.   | SDKÚ-DS        | a párt egyik alelnöke |
| Emberi jogi és kisebbségügyi miniszterelnök-helyettes                                     |                    |                    |                |                       |
| Rudolf Chmel                                                                              | 2010. július 9.    | 2012. április 4.   | Most–Híd       | a párt egyik alelnöke |
| Pénzügyminiszter (egyben miniszterelnök-helyettes)                                        |                    |                    |                |                       |
| Ivan Mikloš                                                                               | 2010. július 9.    | 2012. április 4.   | SDKÚ-DS        | a párt egyik alelnöke |
| Munkaügyi, szociális és családügyi miniszter (egyben miniszterelnök-helyettes)            |                    |                    |                |                       |
| Jozef Mihál                                                                               | 2010. július 9.    | 2012. április 4.   | SaS            |                       |
| Közlekedési, postaügyi és távközlési miniszter (egyben miniszterelnök-helyettes)          |                    |                    |                |                       |
| Ján Figel’                                                                                | 2010. július 9.    | 2010. november 1.  | KDH            | pártelnök             |
| Közlekedési, építésügyi és területfejlesztési miniszter (egyben miniszterelnök-helyettes) |                    |                    |                |                       |
| Ján Figel’                                                                                | 2010. november 1.  | 2012. április 4.   | KDH            | pártelnök             |
| Gazdasági és építésügyi miniszter (egyben miniszterelnök-helyettes)                       |                    |                    |                |                       |
| Juraj Miškov                                                                              | 2010. július 9.    | 2010. november 1.  | SaS            | a párt egyik alelnöke |
| Gazdasági miniszter (egyben miniszterelnök-helyettes)                                     |                    |                    |                |                       |
| Juraj Miškov                                                                              | 2010. november 1.  | 2012. április 4.   | SaS            | a párt egyik alelnöke |
| Belügyminiszter                                                                           |                    |                    |                |                       |
| Daniel Lipšic                                                                             | 2010. július 9.    | 2012. április 4.   | KDH            | a párt egyik alelnöke |
| Igazságügy-miniszter                                                                      |                    |                    |                |                       |
| Lucia Žitňanská                                                                           | 2010. július 9.    | 2012. április 4.   | SDKÚ-DS        |                       |
| Oktatási, tudományos, kutatási és sportminiszter                                          |                    |                    |                |                       |
| Eugen Jurzyca                                                                             | 2010. július 9.    | 2012. április 4.   | SDKÚ-DS        |                       |
| Külügyminiszter                                                                           |                    |                    |                |                       |
| Mikuláš Dzurinda                                                                          | 2010. július 9.    | 2012. április 4.   | SDKÚ-DS        | pártelnök             |
| Védelmi miniszter                                                                         |                    |                    |                |                       |
| Ľubomír Galko                                                                             | 2010. július 9.    | 2011. november 23. | SaS            | a párt egyik alelnöke |
| Ondrejcsák Róbert ideiglenesen, mint államtitkár                                          | 2011. november 23. | 2011. november 27. | pártonkívüli   |                       |
| Iveta Radičová ideiglenesen, mint kormányfő                                               | 2011. november 28. | 2012. április 4.   | SDKÚ-DS        | a párt egyik alelnöke |
| Kulturális és idegenforgalmi miniszter                                                    |                    |                    |                |                       |
| Daniel Krajcer                                                                            | 2010. július 9.    | 2010. november 1.  | SaS            |                       |
| Kulturális miniszter                                                                      |                    |                    |                |                       |
| Daniel Krajcer                                                                            | 2010. november 1.  | 2012. április 4.   | SaS            |                       |
| Egészségügyi miniszter                                                                    |                    |                    |                |                       |
| Ivan Uhliarik                                                                             | 2010. július 9.    | 2012. április 4.   | KDH            | a párt egyik alelnöke |
| Mezőgazdasági, környezetvédelmi és területfejlesztési miniszter                           |                    |                    |                |                       |
| Simon Zsolt                                                                               | 2010. július 9.    | 2010. november 1.  | Most–Híd       | a párt egyik alelnöke |
| Mezőgazdasági és vidékfejlesztési miniszter                                               |                    |                    |                |                       |
| Simon Zsolt                                                                               | 2010. november 1.  | 2012. április 4.   | Most–Híd       | a párt egyik alelnöke |
| Környezetvédelmi miniszter                                                                |                    |                    |                |                       |
| Nagy József                                                                               | 2010. november 2.  | 2012. április 4.   | Most–Híd       |                       |

## A kormány tevékenysége
A környezetvédelmi minisztériumot az előző kormány megszüntette. A sürgősséggel újjáalakított minisztérium vezetője Nagy József lett.

## A kormány bukása
2011. október 12-én megbukott a Radičová vezette szlovák kormány, miután a bizalmi szavazással összekötött voksoláson a parlament – 55 igen, 9 nem szavazattal, tartózkodás nélkül és 60 képviselő távolmaradásával – nem szavazta meg az euróövezeti mentőcsomagok motorjának számító Európai Pénzügyi Stabilitási Eszköz (EFSF) jogköreinek bővítéséről szóló mentőcsomagot. A mentőalap jóváhagyásához és a kormány megtartásához legalább 76 szavazatra lett volna szükség a 150 tagú parlamentben.
A félnapos parlamenti vita alatt nyilvánvalóvá vált, hogy a kormány bukni fog, mivel a Richard Sulík vezette Szabadság és Szolidaritás párt jelezte, nem vesz részt a szavazáson, mert nem ért egyet a mentőcsomag kibővítésével, a Szlovákiánál gazdagabb Görögország újabb támogatásával. A jobbközép koalíció mind a négy pártjának képviselői az éjjeli vitában támogatásukról biztosították a kormányfőt, aki a maratoni vita végén szólalt fel és leszögezte, hogy kormánya folytatni kívánja munkáját, és meg akarja valósítani az ország számára szükséges reformokat.
Még aznap a kormánykoalíció pártjai megállapodtak a Robert Fico vezette ellenzéki Irány-Szociáldemokráciával, miszerint 2012 márciusában előre hozott választást tartanak Szlovákiában, továbbá hogy a Smer mindaddig  ellenzékben marad. Október 25-én Ivan Gašparovič államfő megbízta a kormányt, hogy a márciusi parlamenti választást követő új kormányalakításig – csökkentett jogkörökkel – irányítsa az ország ügyeit. Ezzel bizonyos kompetenciákat csak az államfő beleegyezésével gyakorolhatnak a kormánytagok, vagyis nem dönthetnek alapvető gazdasági, szociális, bel- és külpolitikai rendelkezésekben, sem kihágások és amnesztiák ügyében. Továbbra is előkészíthetnek törvényeket, kiadhatnak rendeleteket, tárgyalhatnak nemzetközi szerződések ügyében, kinyilváníthatnak hadiállapotot, rendkívüli állapotot, elfogadhatnak költségvetést.